# Relizane

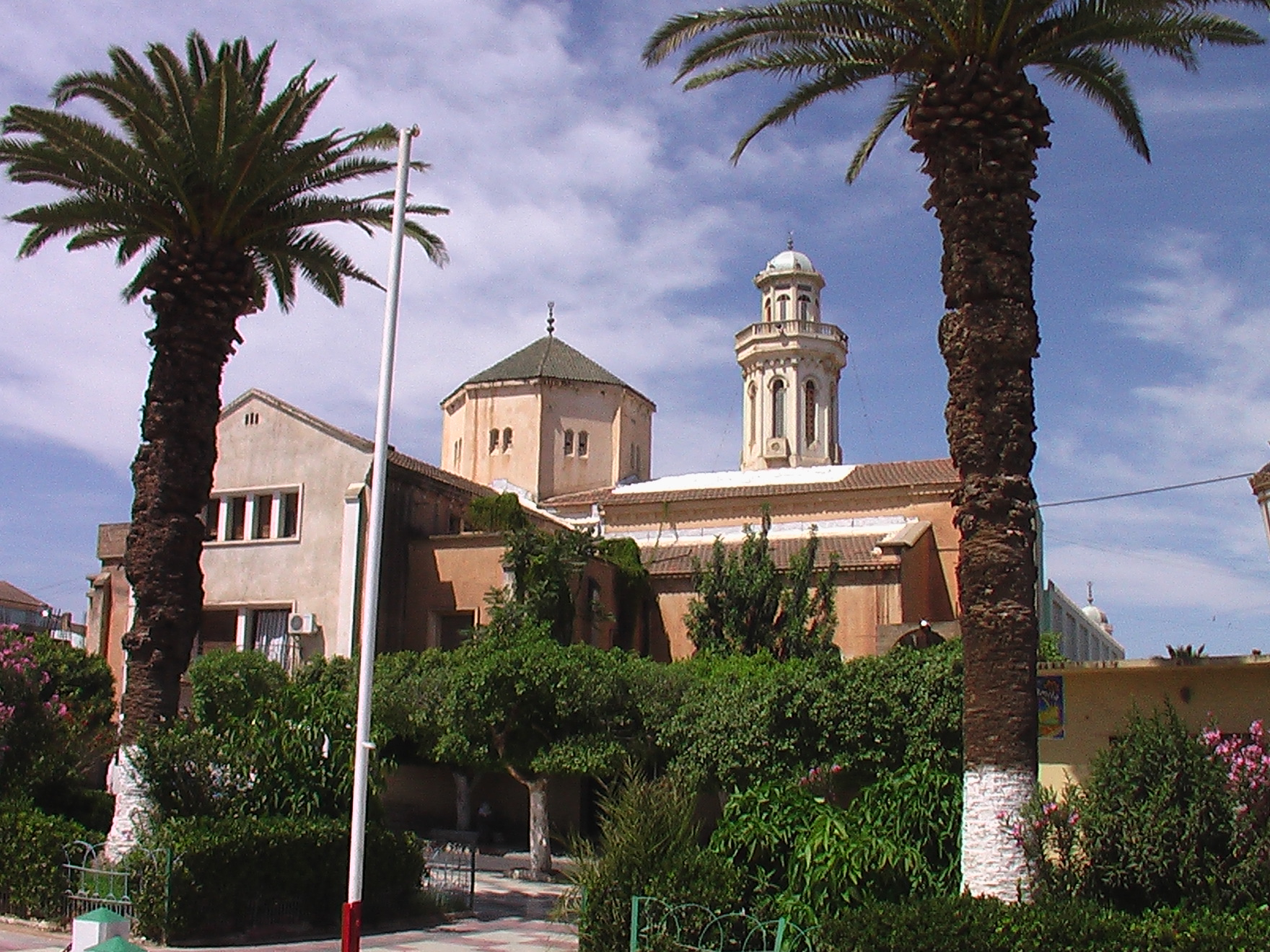
Moské i Relizane.

Relizane (arabiska غلیزان) är en stad och kommun i nordvästra Algeriet och är administrativ huvudort för en provins med samma namn. Folkmängden i kommunen uppgick till 130 094 invånare vid folkräkningen 2008, varav 109 689 invånare bodde i centralorten.